# 竹蔗茅根粥
竹蔗茅根粥是中國廣東地區的一種甜粥，原創於東莞，材料包括竹蔗、茅根、銀耳、蜂蜜和桂花，具清熱、解毒和醒胃功效。